# Tollsjötjärnen
Tollsjötjärnen är en sjö i Hagfors kommun i Värmland och ingår i Göta älvs huvudavrinningsområde. Sjön är 21 meter djup, har en yta på 0,0697 kvadratkilometer och befinner sig 365,4 meter över havet.

## Delavrinningsområde
Tollsjötjärnen ingår i det delavrinningsområde (668865-138337) som SMHI kallar för Utloppet av Tollsjön. Medelhöjden är 368 meter över havet och ytan är 10,64 kvadratkilometer. Det finns inga avrinningsområden uppströms utan avrinningsområdet är högsta punkten. Fjälldalsbäcken som avvattnar avrinningsområdet har biflödesordning 4, vilket innebär att vattnet flödar genom totalt 4 vattendrag innan det når havet efter 395 kilometer. Avrinningsområdet består mestadels av skog (82 procent). Avrinningsområdet har 1,16 kvadratkilometer vattenytor vilket ger det en sjöprocent på 10,9 procent.